# Panesthia monstruosa
Panesthia monstruosa är en kackerlacksart som beskrevs av James Wood-Mason 1876. Panesthia monstruosa ingår i släktet Panesthia och familjen jättekackerlackor. Inga underarter finns listade i Catalogue of Life.